# Umoja, le village interdit aux hommes
Pour plus de détails, voir Fiche technique et Distribution.
Umoja, le village interdit aux hommes est un  documentaire français de 52' sur le village kenyan d'Umoja, réalisé par Jean Crousillac et Jean-Marc Sainclair et sorti en 2008.

## Synopsis
De 1970 à 2003, des centaines de femmes disent avoir été violées par des soldats britanniques dans le nord du Kenya. Accusées d'avoir apporté la honte sur leur communauté, nombre d'entre elles se sont ensuite fait battre et répudier par leurs maris. Une poignée d’entre elles se regroupe alors et crée alors Umoja, un village interdit aux hommes qui devient vite le refuge des femmes Samburu. Le succès d’Umoja attise la jalousie des hommes qui attaquent régulièrement le village et causent de nombreux problèmes à sa fondatrice, Rebecca Lolosoli.

## Fiche technique
- Titre original : Umoja, le village interdit aux hommes
- Titre anglais ou international : Umoja, the village where men are forbidden
- Durée : 52 minutes
- Format : couleur Mini DVD - 4/3 Letterbox et 16/9
- Langue originale : anglais, swahili, samburu
- Pays d'origine :  France
- Date de sortie : 20 janvier 2009 (FIPADOC >> Première mondiale >>)
- Réalisation : Jean Crousillac et Jean-Marc Sainclair
- Image : Maëlenn Dujardin
- Ingénieur du son : Olivier Roux
- Montage : Laura Delle Piane
- Mixage : Fabrice Levasseur
- Etalonnage : Jérôme Validire
- Production : Jean Crousillac et Jean-Marc Sainclair
- Société de production : Backpack Productions

## Récompenses et sélections officielles en festivals

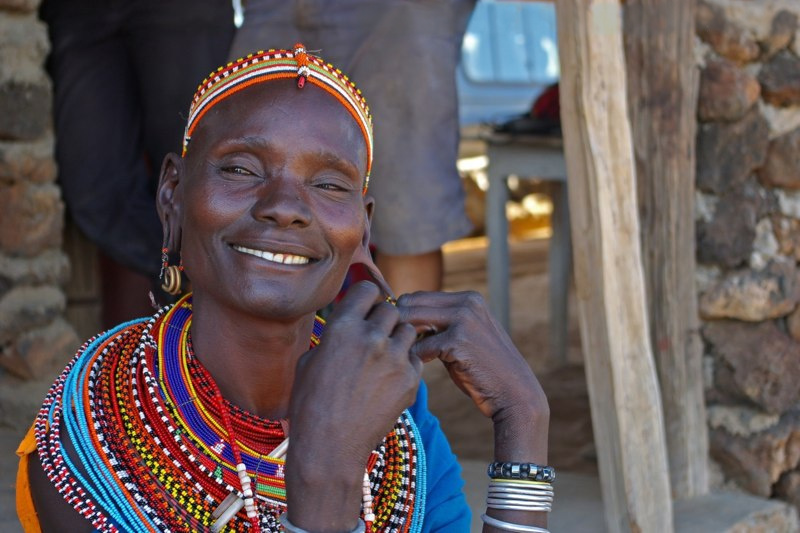
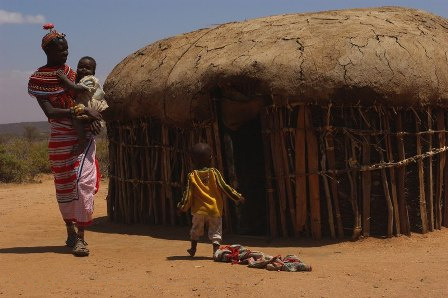
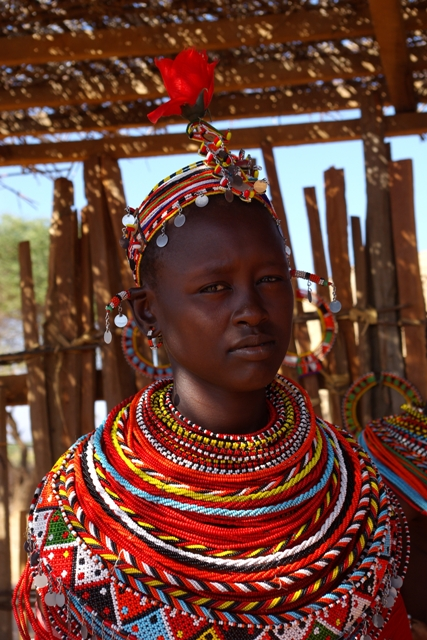

En 2009, le film a remporté le FIPA d'argent « Grands reportages et Faits de société » et la Mention Spéciale du jury des Jeunes Européens au FIPADOC - Festival international de documentaires (Biarritz, France) ainsi que le Prix de la Croix Rouge au Festival International de Reykjavik (Reykjavik, Islande).
Le film a également été officiellement sélectionné aux éditions 2009 editions des festivals internationaux de films suivants :
- FIFDH - Festival International et Forum sur les Droits Humains (Genève, Suisse)
- Festival International Jean Rouch (Paris, France)
- Festival International du Documentaire de Thessalonique (Thessalonique, Grèce)
- Festival Ecovision (Palerme, Italie)
- Festival Doc-Cévennes (Lasalle, France)
- Festival Ciné Droit Libre (Ouagadougou, Burkina Faso)
- Festival International du Documentaire et du Film Anthropologique (Parnü, Estonie)
- Festival du Film Document Human Rights - Opening film (Glasgow, Ecosse)
- Festival Southern Appalachian International Film Festival (Tennessee, États-Unis)
- Festival des Libertés (Bruxelles, Belgique)
- Festival international du Film de Flahertania (Perm, Russie)
- Festival International du Film d’Amiens (Amiens, France)
- Festival Ethnographique de Rio (Rio de Janeiro, Brésil)

En 2010, le film a remporté le Premier Prix du Festival Internacional de Cine de Derechos Humanos  (Buenos Aires, Argentina).
Le film a également été officiellement sélectionné aux éditions 2010 editions des festivals internationaux de films suivants :
- Festival Vues d’Afrique (Montréal, Canada)
- Tartu World Film Festival (Tartu, Estonia)
- Festival Résistances (Foix, France)
- Native Spirit Film Festival (Londres, Royaume-Uni)
- Inconvenient Films (Vilnius, Lituanie)
- Malawi Human Rights Film Festival (Lilongwe, Malawi)
- World Assembly of Community Radio (La Plata, Argentine)
- African Diaspora Film Festival (New-York, États-Unis)